# Arton Kungadömen

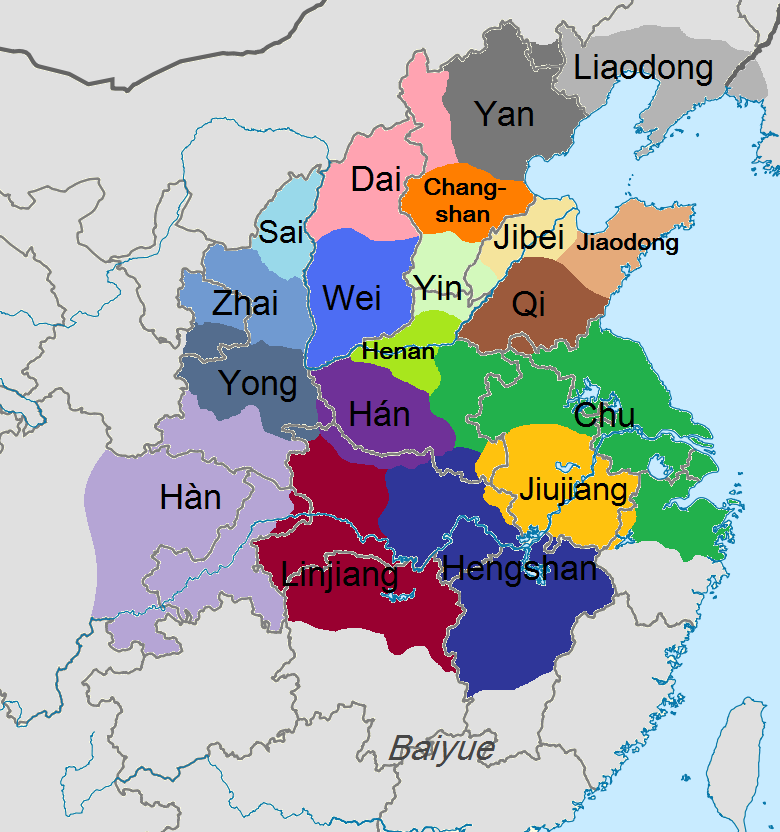
Ungefärlig Karta över rikena under Arton Kungadömen

Arton Kungadömen 十八国 (shíbā guó) eller Xiang Yus arton feudala stater 项羽十八诸侯 (Xiàng Yǔ shíbā zhūhóu) syftar på de feodala stater som ersatte den kinesiska Qindynastin efter dess fall 206 f.Kr.
Utöver de arton staterna fanns den nittonde staten, Västra Chu, som styrdes av Xiang Yu som hade för avsikt att styra över de övriga arton staterna. Dock blev det inbördeskrig nästa direkt vilket varade 206-202 f.Kr. och perioden slutade med att härskaren över staten Han 汉, Liu Bang besegrade Xiang Yu och förklarade sig som kejsare över Handynastin 202 f.Kr.